# Pierre Guédron
Pierre Guédron (Châteaudun, ~1570 - París, ~1620) fou un cantant i compositor francès del segle xvi. Va escriure nombrosos balls per la cort d'Enric IV de França i fou superintendent de música de Lluís XIII.

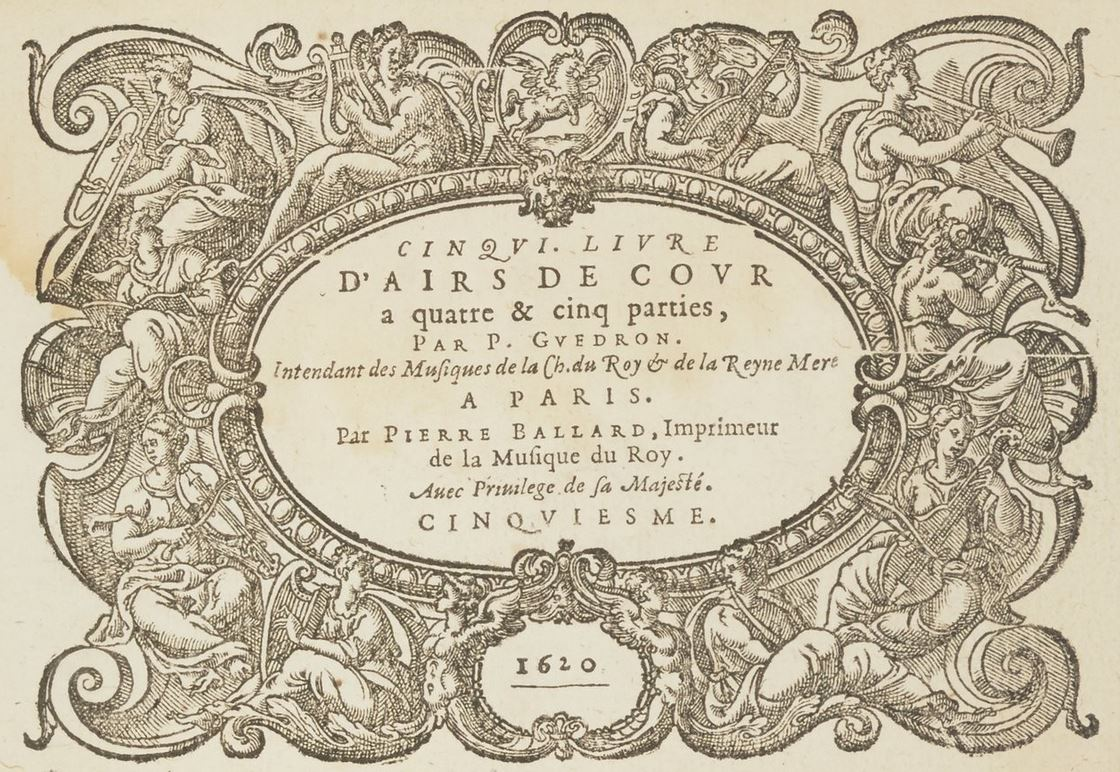
Cinquième livre d'airs de cour

Amb Henry Le Bailly, Jacques Mauduit, Gabriel Bataille i Antoine Boësset, cooperà a l'èxit de la gran revolució monòdica, en la qual les cançons a solo desterraren les composicions polifòniques, en auge al llarg dels temps. Ballard publicà el 1605 i 1630 diverses col·leccions d'Airs de Cour, de Guédron, per a una veu, i altres per a quatre i cinc veus. Hi ha alguns bells exemples d'aquestes ingènues i gracioses obres en els Echos du temps passé, de Weckerlin.